# Distretto di Brașov
Il distretto di Brașov (in romeno Județul Brașov ) è uno dei 41 distretti della Romania, ubicato nella regione storica della Transilvania.

## Centri principali
| Comune                  | Abitanti |
| ----------------------- | -------- |
| Brașov                  | 277 945  |
| Făgăraș                 | 38 921   |
| Săcele                  | 31 796   |
| Zărnești                | 25 832   |
| Codlea                  | 24 550   |
| Râșnov                  | 16 055   |
| Victoria                | 9 132    |
| Prejmer                 | 8 876    |
| Tărlungeni              | 7 996    |
| Dati del 1º luglio 2007 |          |

## Geografia antropica

### Suddivisioni amministrative
Il distretto è composto da 4 municipi, 6 città e 48 comuni.

#### Municipi
- Brașov
- Codlea
- Făgăraș
- Săcele

#### Città
- Ghimbav
- Predeal
- Râșnov
- Rupea
- Victoria
- Zărnești

#### Comuni
- Apața
- Augustin
- Beclean
- Bod
- Bran
- Budila
- Bunești
- Cața
- Cincu
- Comana

- Cristian
- Crizbav
- Drăguș
- Dumbrăvița
- Feldioara
- Fundata
- Hălchiu
- Hărman
- Hârseni
- Hoghiz

- Holbav
- Homorod
- Jibert
- Lisa
- Mândra
- Măieruș
- Moieciu
- Ormeniș
- Părău
- Poiana Mărului

- Prejmer
- Racoș
- Recea
- Șercaia
- Șinca
- Șinca Nouă
- Sâmbăta de Sus
- Sânpetru
- Șoarș

- Tărlungeni
- Teliu
- Ticușu
- Ucea
- Ungra
- Vama Buzăului
- Viștea
- Voila
- Vulcan